# Liechtenstein en los Juegos Olímpicos de Squaw Valley 1960
Liechtenstein estuvo representado en los Juegos Olímpicos de Squaw Valley 1960 por tres deportistas masculinos que compitieron en esquí alpino.
El equipo olímpico liechtensteiniano no obtuvo ninguna medalla en estos Juegos.